# Parti bülbül
A parti bülbül (Phyllastrephus scandens) a madarak (Aves) osztályának verébalakúak (Passeriformes) rendjébe, ezen belül a bülbülfélék (Pycnonotidae) családjába tartozó faj.

## Rendszerezése
A fajt William John Swainson angol ornitológus írta le 1837-ben. Egyes szervezetek a Pyrrhurus nembe sorolják Pyrrhurus scandens néven.

## Alfajok
- Phyllastrephus scandens scandens (Swainson, 1837) – Gambiától, délnyugat-Szenegáltól, kelet-Bissau-Guineától és nyugat-Guineától észak-Kamerunig;
- Phyllastrephus scandens orientalis (Hartlaub, 1883) – észak-Kameruntól dél-Dél-Szudánig, dél-Kongói Köztársaságig, nyugat- és közép-Kongói Demokratikus Köztársaságig, közép-Uganda, északkelet-Ruanda, nyugat-Tanzánia.[2]

## Előfordulása
Afrika középső részén, Angola, Benin, Bissau-Guinea, Dél-Szudán, Egyenlítői-Guinea, Elefántcsontpart, Gabon, Gambia, Ghána, Guinea, Kamerun, a Kongói Demokratikus Köztársaság, a Kongói Köztársaság, a Közép-afrikai Köztársaság, Libéria, Mali, Nigéria, Ruanda, Sierra Leone, Szenegál, Tanzánia, Togo és Uganda területén honos. 
Természetes élőhelyei a szubtrópusi vagy trópusi síkvidéki esőerdők, mocsári erdők, szavannák és cserjések, folyók és patakok környékén. Állandó, nem vonuló faj.

## Megjelenése
Testhossza 22 centiméter, 33-67 gramm.

## Életmódja
Ízeltlábúakkal és bogyókkal táplálkozik.

## Természetvédelmi helyzete
Az elterjedési területe rendkívül nagy, egyedszáma pedig stabil. A Természetvédelmi Világszövetség Vörös listáján nem fenyegetett fajként szerepel.